# Épisodes de François Gaillard ou la vie des autres

Cet article présente le guide des épisodes de la série télévisée française François Gaillard ou la vie des autres.

## Épisode 1:René
- France : 28 décembre 1971

- Jean-Pierre Hercé (René Chevillon)
- Alfred Adam (Charles Chevillon)
- Andrée Tainsy (Louise Chevillon)
- Gaby Sylvia (Denise Haubourdin)

## Épisode 2:Michel
- France : 3 janvier 1972

- Philippe Chaveau (Michel Larpin)
- Marion Loran (Evelyne Larpin)
- Maurice Barrier (Serge Thomery)
- Eric Kruger (Patrick Lormont)

## Épisode 3:Louis
- France : 10 janvier 1972

- Pierre Decaze (Louis Fougeray)
- Françoise Bonneau (Catherine Fougeray)
- Jean Daniel (Léo Cazoulès)
- Henri Poirier (Morestel)
- Pierre Lafont (le juge d'application des peines[1])

## Épisode 4:Pierre
- France : 17 janvier 1972

- Yvette Étiévant (Simone Andelot)
- Nanette Corey (Danièle Andelot)
- F.Pierre Richard (Pierre Andelot)
- Raoul Curet (le directeur de l'œuvre)
- Paul Le Person (Robert Massiac)

## Épisode 5:Julien
- France : 24 janvier 1972

- Gérard Darrieu (Julien Combrée)
- Léonce Corne (Gaston Combrée)
- Pascal Gilot (Guy Combrée)
- Jacques Dhéry (Charles Ronchamp)
- Hélène Tossy (Lucie Ronchamp)
- René Bériard (le brigadier)

## Épisode 6:Cécile et Nicolas
- France : 31 janvier 1972

- Dominique Paturel (Nicolas Rambert)
- Evelyne Dandry (Cécile Pradel-Rambert)
- Janine Darcey (Alice Morgat)
- Jean-Paul Tribout (Michel Guchant)
- Jacques Dynam (Lucien Gaillon)

## Épisode 7:Joseph
- France : 7 février 1972

- André Falcon (Joseph Berger)
- Mitsi Kides (Monique Berger)
- Mireille Piris (Danièle Berger)
- Marion Game (Valérie Brignoud)
- Marc Chapiteau (Georges)

## Épisode 8:Madeleine
- France : 14 février 1972

- Juliet Berto (Madeleine)